# Leste Fluminense

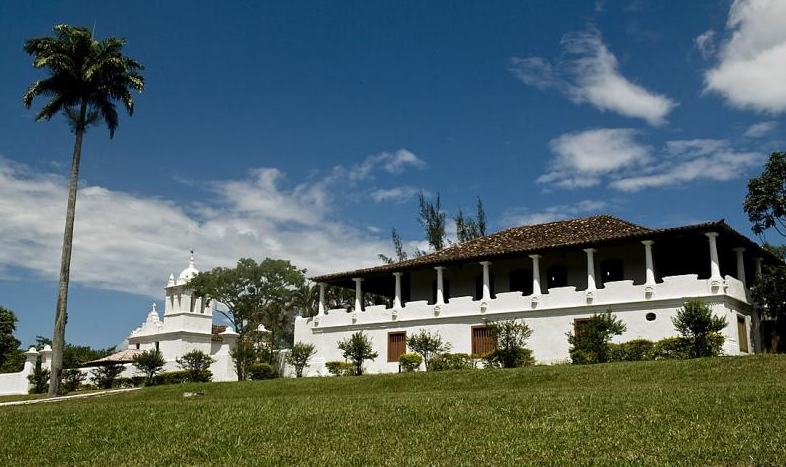
Fazenda Colubandê, construção do período colonial localizada em São Gonçalo, no Leste Fluminense, uma das três sub-regiões do Grande Rio.

Leste Fluminense refere-se a uma região geográfica do estado do Rio de Janeiro. Entretanto, a acepção dessa expressão varia, e ela pode denotar regiões com extensões e naturezas distintas.

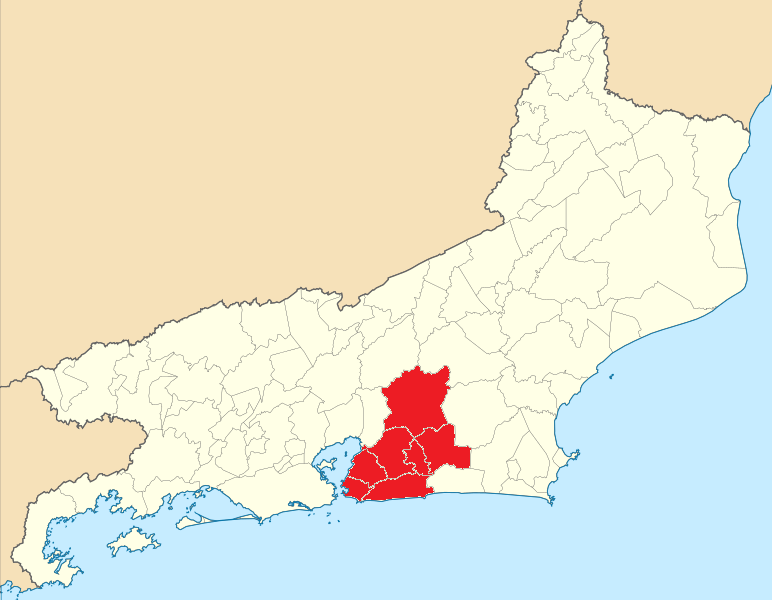
Localização do Leste Metropolitano (Leste Fluminense em sentido estrito) no estado do Rio de Janeiro.

Em sentido estrito (sentido com o qual a expressão é predominantemente usada neste artigo), o Leste Fluminense é a região também conhecida como Leste Metropolitano ou Grande Niterói, formada pelos sete municípios historicamente mais integrados entre si na porção do Grande Rio situada a leste da Baía de Guanabara. São eles: Niterói, São Gonçalo, Itaboraí, Maricá, Tanguá, Rio Bonito e Cachoeiras de Macacu. Esses municípios apresentam traços políticos, econômicos, culturais e sociais em comum, e se caracterizam pelo forte vínculo que possuem uns com os outros, bem como com o centro da capital fluminense (o núcleo da metrópole). A região possui um grande número de linhas de ônibus e vans intermunicipais que ligam esses sete municípios entre si e ao centro do Rio, além de linhas municipais que complementam a mobilidade urbana dentro dessa região. A partir do centro de Niterói, a mancha urbana se expande, pelo eixo da BR-101, até Rio Bonito, pelo eixo da RJ-116, até Cachoeiras de Macacu, e, pelo eixo da RJ-106, até Maricá, definindo os limites da região Leste Fluminense. A Região Metropolitana II, recorte da divisão do Estado do RJ em regiões de saúde, engloba seis desses sete municípios, adicionando, ainda, Silva Jardim, município pouco vinculado ao Leste Fluminense.
Em sentido amplo, o Leste Fluminense é a região que se estende de Niterói a Rio das Ostras, abrangendo, parcialmente, duas regiões de governo do Rio de Janeiro: a porção leste da Região Metropolitana - o Leste Metropolitano (também chamado de Grande Niterói ou Leste Fluminense (em sentido estrito), que é composto pelos 7 municípios descritos acima, e tem uma população de cerca de 2 milhões de habitantes - e a totalidade das Baixadas Litorâneas - região formada por 10 municípios e que corresponde à antiga microrregião da Bacia de São João e à Região dos Lagos.
O Leste Metropolitano é a região da metrópole do Rio de Janeiro que abrange os sete municípios da periferia metropolitana que não integram a Baixada Fluminense, localizados a leste da Baía de Guanabara - isto é, a região pela qual a metrópole se expandiu ao longo de décadas no sentido leste.
A Região das Baixadas Litorâneas (especialmente a Região dos Lagos) possui características bastante similares às da Região da Costa Verde Fluminense: ambas as regiões servem, para os moradores da área metropolitana (sobretudo, para a classe média), como regiões para turismo de veraneio ou locais de segunda residência, não tendo, internamente, uma dinâmica urbana muito intensa.
O Leste Fluminense, no sentido amplo da expressão, abrange 16 municípios: Niterói, São Gonçalo, Itaboraí, Tanguá, Maricá, Cachoeiras de Macacu, Rio Bonito, (municípios do Leste Metropolitano), Rio das Ostras, Casimiro de Abreu, Silva Jardim, Saquarema, Araruama, Iguaba Grande, São Pedro da Aldeia, Cabo Frio, Arraial do Cabo e Armação dos Búzios (municípios das Baixadas Litorâneas).

## Leste Fluminense (em sentido estrito) ou Leste Metropolitano
A área que abrange os municípios do Leste Metropolitano (Leste Fluminense em sentido estrito) difere muito do restante do Leste Fluminense (em sentido amplo). Por ser uma porção da Região Metropolitana do Rio de Janeiro, o território que compreende os municípios de Niterói, São Gonçalo, Itaboraí, Maricá, Tanguá, Rio Bonito e Cachoeiras possui a maior concentração populacional do Leste Fluminense, e foi pelos vetores de crescimento dessa área que a mancha urbana da metrópole se expandiu do núcleo (onde se concentra a oferta de trabalho) para a porção leste da periferia metropolitana, tendo essa área urbana de alta densidade demográfica, portanto, uma natureza econômica, ao contrário das grandes áreas urbanas localizadas na Região das Baixadas Litorâneas - especialmente, na Região dos Lagos.
A intensidade dos movimentos pendulares entre os municípios do Leste Metropolitano entre si, bem como entre esses municípios e a capital, é muito maior do que em outras partes da Região Leste Fluminense. Entre Niterói e São Gonçalo, por exemplo, ocorre o segundo maior fluxo de pessoas que fazem deslocamentos pendulares diários no Brasil, atrás, apenas, daquele que ocorre entre São Paulo e Guarulhos, na Grande São Paulo.
Com aproximadamente 2 milhões de habitantes, a área que abrange Niterói, São Gonçalo, Itaboraí, Maricá, Tanguá, Rio Bonito e Cachoeiras de Macacu é a terceira região mais populosa da metrópole e do estado, atrás da Baixada Fluminense (que tem cerca de 4 milhões de habitantes distribuídos pelos seus 13 municípios) e do município do Rio de Janeiro (onde moram mais de 6 milhões de pessoas) - juntos, o município do Rio, a Baixada Fluminense e o Leste Metropolitano concentram cerca de 75% da população do estado.
Dos sete municípios do Leste Metropolitano do Rio de Janeiro, cinco (Niterói, São Gonçalo, Itaboraí, Maricá e Tanguá) fazem parte da composição legal da Região Metropolitana desde quando ela foi instituída, no ano de 1974, tendo sido Tanguá um distrito do município de Itaboraí até 1995, ano em que foi emancipado. Rio Bonito e Cachoeiras de Macacu foram oficialmente incorporados à RMRJ somente em 2013.

### Transportes

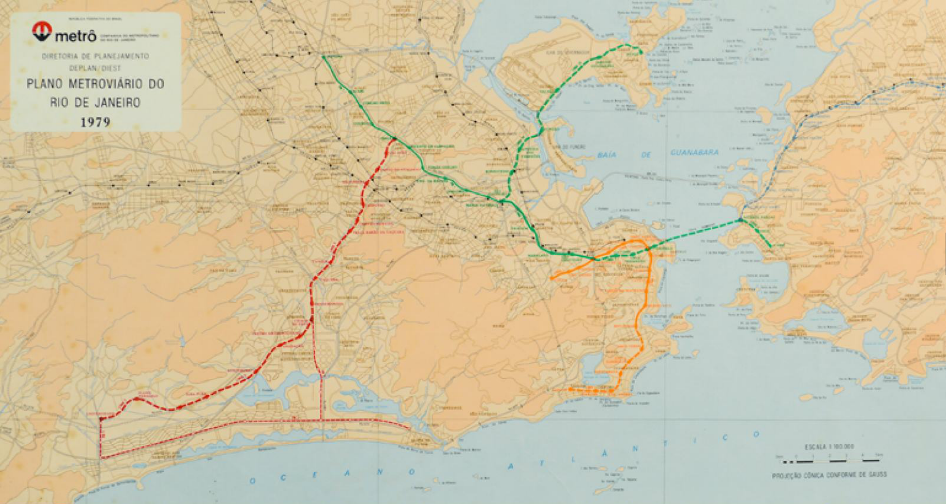
Plano metroviário do Rio de Janeiro do ano de 1979, prevendo linhas atendendo bairros de Niterói e São Gonçalo.

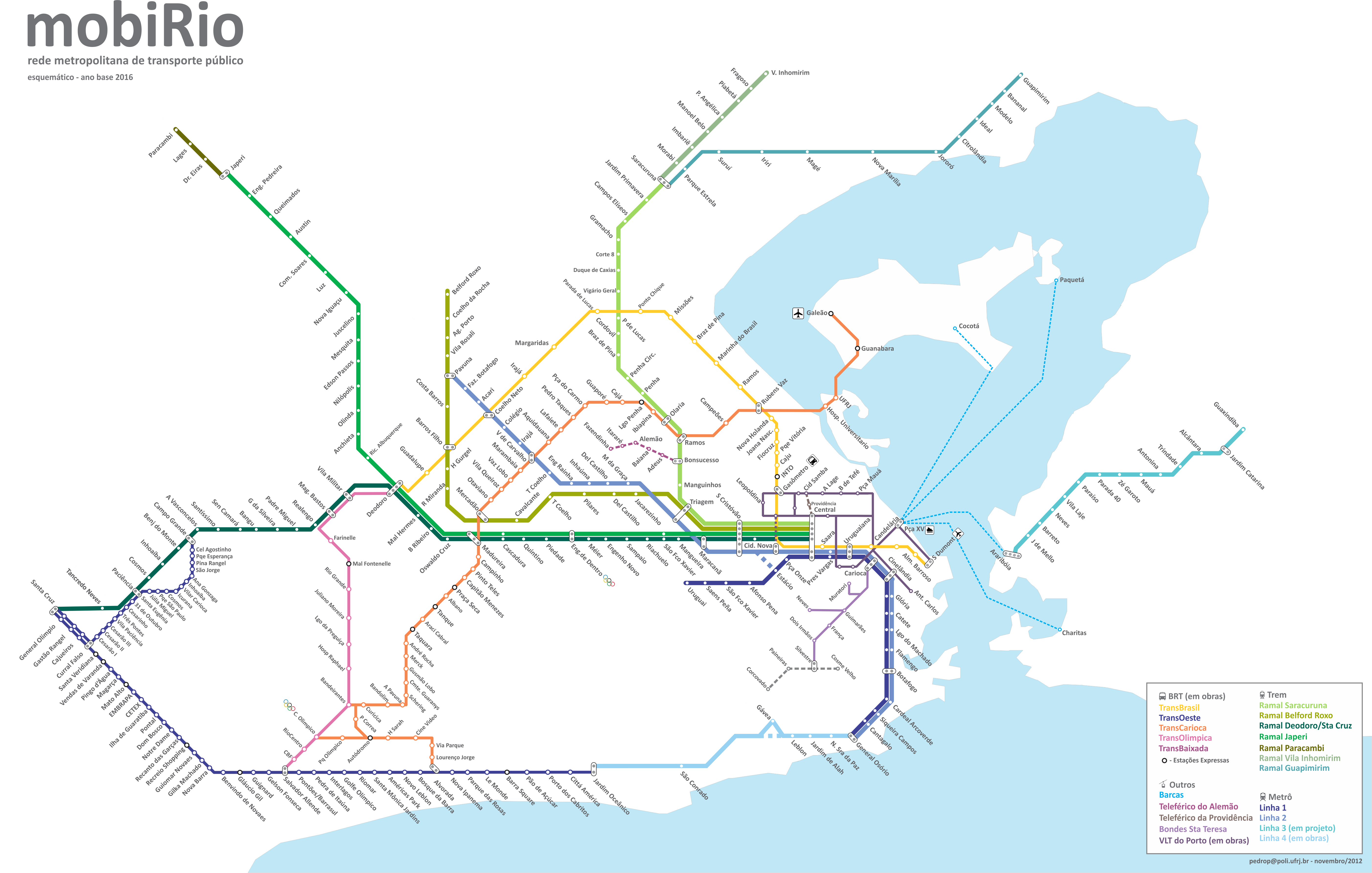
Esquema (elaborado em 2012) da rede de transporte público do Grande Rio anunciada para 2016 - também prevendo uma linha de metrô no Leste Metropolitano.

#### Ponte Rio-Niterói
A Ponte Rio-Niterói (Ponte Presidente Costa e Silva) foi inaugurada em março de 1974, um ano antes da fusão entre os antigos estados do Rio de Janeiro e da Guanabara. A ponte, que é um trecho da BR-101, atravessa a Baía de Guanabara, ligando as regiões centrais da capital fluminense e do município de Niterói.
A Ponte Rio-Niterói encurtou muito as viagens rodoviárias entre a capital e a região que hoje corresponde ao Leste Metropolitano. Para ir do Rio a Niterói antes da construção da ponte, era necessário contornar a Baía de Guanabara, fazendo um trajeto que passava pelos municípios de Duque de Caxias, Magé, Itaboraí e São Gonçalo. Também havia barcas e balsas que faziam a travessia de um município ao outro. Atualmente, mais de 150 mil veículos passam diariamente pela Ponte Rio-Niterói.

#### Insuficiência dos transportes de massa no Leste Metropolitano
No que diz respeito ao sistema de transporte metropolitano em cada uma das três sub-regiões da metrópole (Rio de Janeiro, Baixada Fluminense e Leste Metropolitano), o município do Rio possui três modais de transporte de massa (o ferroviário, o metroviário e o aquaviário), a Baixada Fluminense possui somente um (o ferroviário), e o Leste Metropolitano não possui nenhum, contando apenas com linhas de ônibus e vans para servir os sete municípios dessa sub-região. Embora a barca seja transporte de massa, ela faz somente a ligação entre o município de Niterói e a capital, e não atende diretamente às demandas dos moradores dos demais municípios do Eixo Leste Metropolitano do Rio de Janeiro. Já o trem que fazia o trajeto entre Niterói e Visconde de Itaboraí, cruzando o município de São Gonçalo, parou de operar nos anos 2000 (época em que já estava em mau estado de conservação e transportava poucos passageiros diariamente). Esses e outros problemas evidenciam a carência histórica que o Leste Metropolitano do Rio de Janeiro tem de transportes de massa, o que prejudica a mobilidade urbana dos cerca de 2 milhões de moradores dos sete municípios da região - bem como de parte dos moradores do Rio e da Baixada Fluminense - todos os dias.
Modais de transporte urbano disponíveis em cada município metropolitano atualmente (com destaque para os municípios do Leste Metropolitano)
| Município da metrópole | Sub-região da área metropolitana | Modais de transporte urbano disponíveis          |
| ---------------------- | -------------------------------- | ------------------------------------------------ |
| Rio de Janeiro         | Capital                          | Rodoviário; Ferroviário; Metroviário; Aquaviário |
| Duque de Caxias        | Baixada Fluminense               | Rodoviário; Ferroviário                          |
| São João de Meriti     | Baixada Fluminense               | Rodoviário; Ferroviário                          |
| Belford Roxo           | Baixada Fluminense               | Rodoviário; Ferroviário                          |
| Nilópolis              | Baixada Fluminense               | Rodoviário; Ferroviário                          |
| Mesquita               | Baixada Fluminense               | Rodoviário; Ferroviário                          |
| Nova Iguaçu            | Baixada Fluminense               | Rodoviário; Ferroviário                          |
| Queimados              | Baixada Fluminense               | Rodoviário; Ferroviário                          |
| Japeri                 | Baixada Fluminense               | Rodoviário; Ferroviário                          |
| Paracambi              | Baixada Fluminense               | Rodoviário; Ferroviário                          |
| Seropédica             | Baixada Fluminense               | Rodoviário                                       |
| Itaguaí                | Baixada Fluminense               | Rodoviário                                       |
| Magé                   | Baixada Fluminense               | Rodoviário; Ferroviário                          |
| Guapimirim             | Baixada Fluminense               | Rodoviário; Ferroviário                          |
| Niterói                | Leste Metropolitano              | Rodoviário; Aquaviário                           |
| São Gonçalo            | Leste Metropolitano              | Rodoviário                                       |
| Itaboraí               | Leste Metropolitano              | Rodoviário                                       |
| Tanguá                 | Leste Metropolitano              | Rodoviário                                       |
| Maricá                 | Leste Metropolitano              | Rodoviário                                       |
| Rio Bonito             | Leste Metropolitano              | Rodoviário                                       |
| Cachoeiras de Macacu   | Leste Metropolitano              | Rodoviário                                       |

### Galeria de fotos dos municípios que compõem o Leste Metropolitano

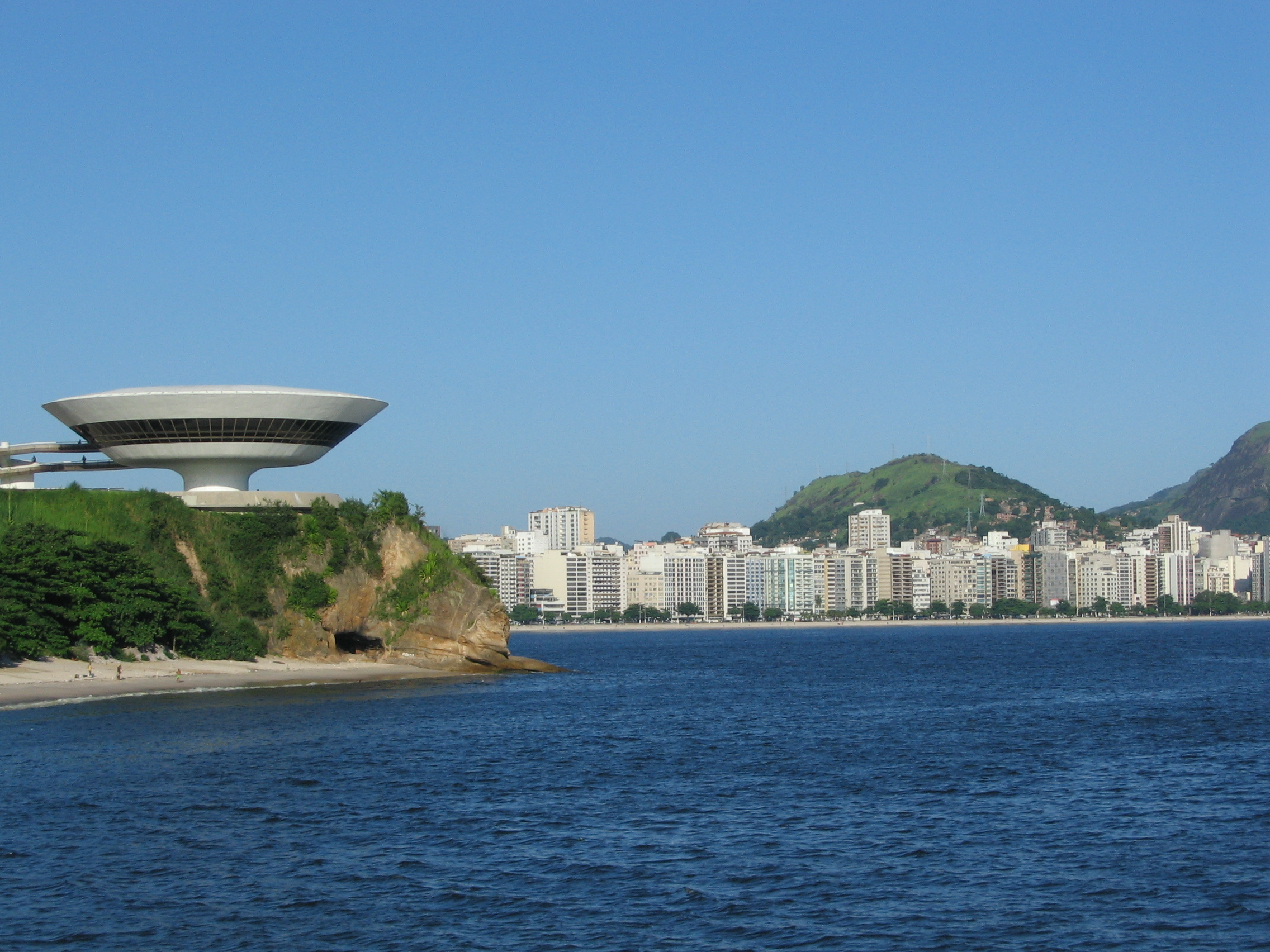
Niterói (Boa Viagem)
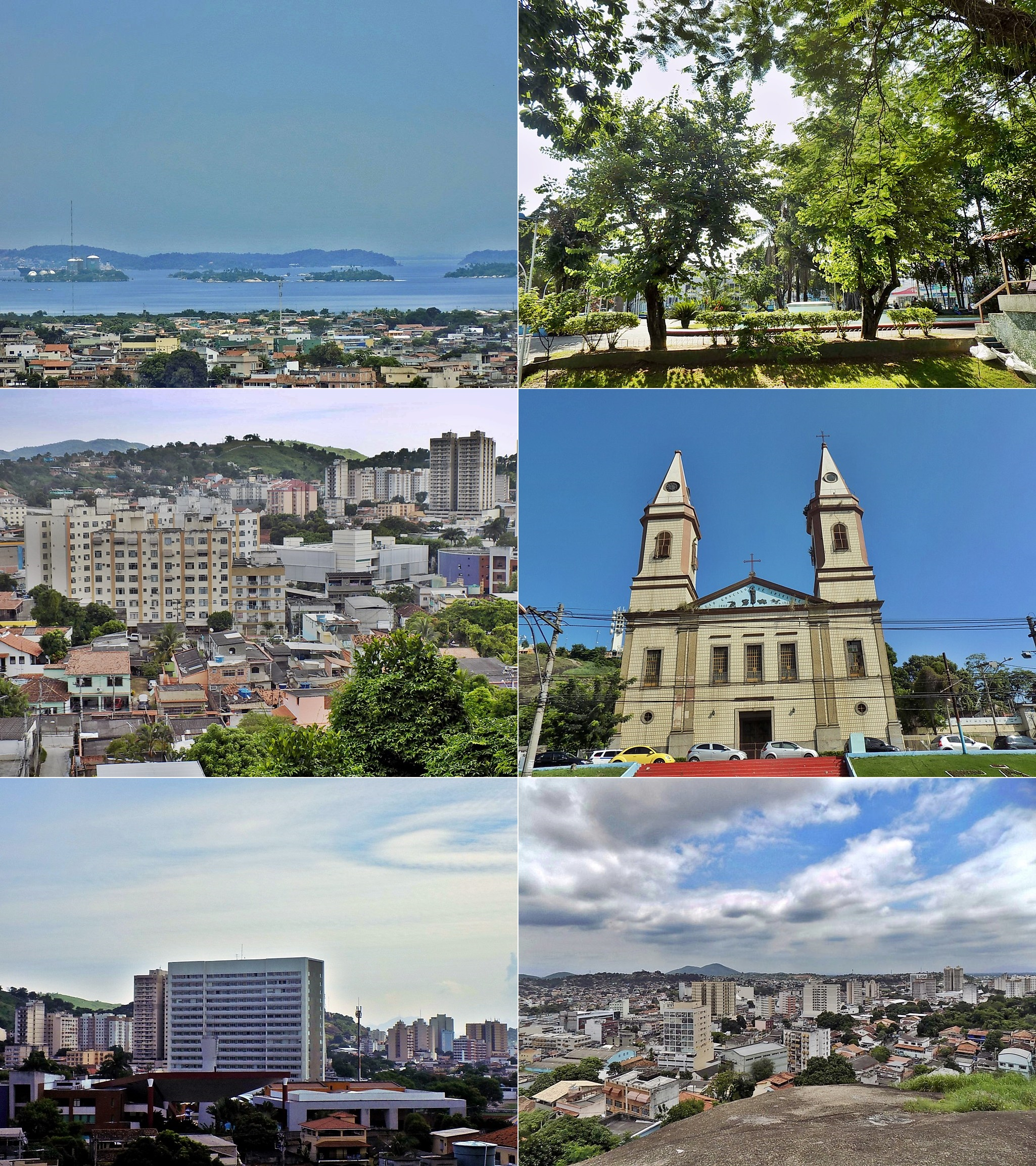
São Gonçalo (Centro)
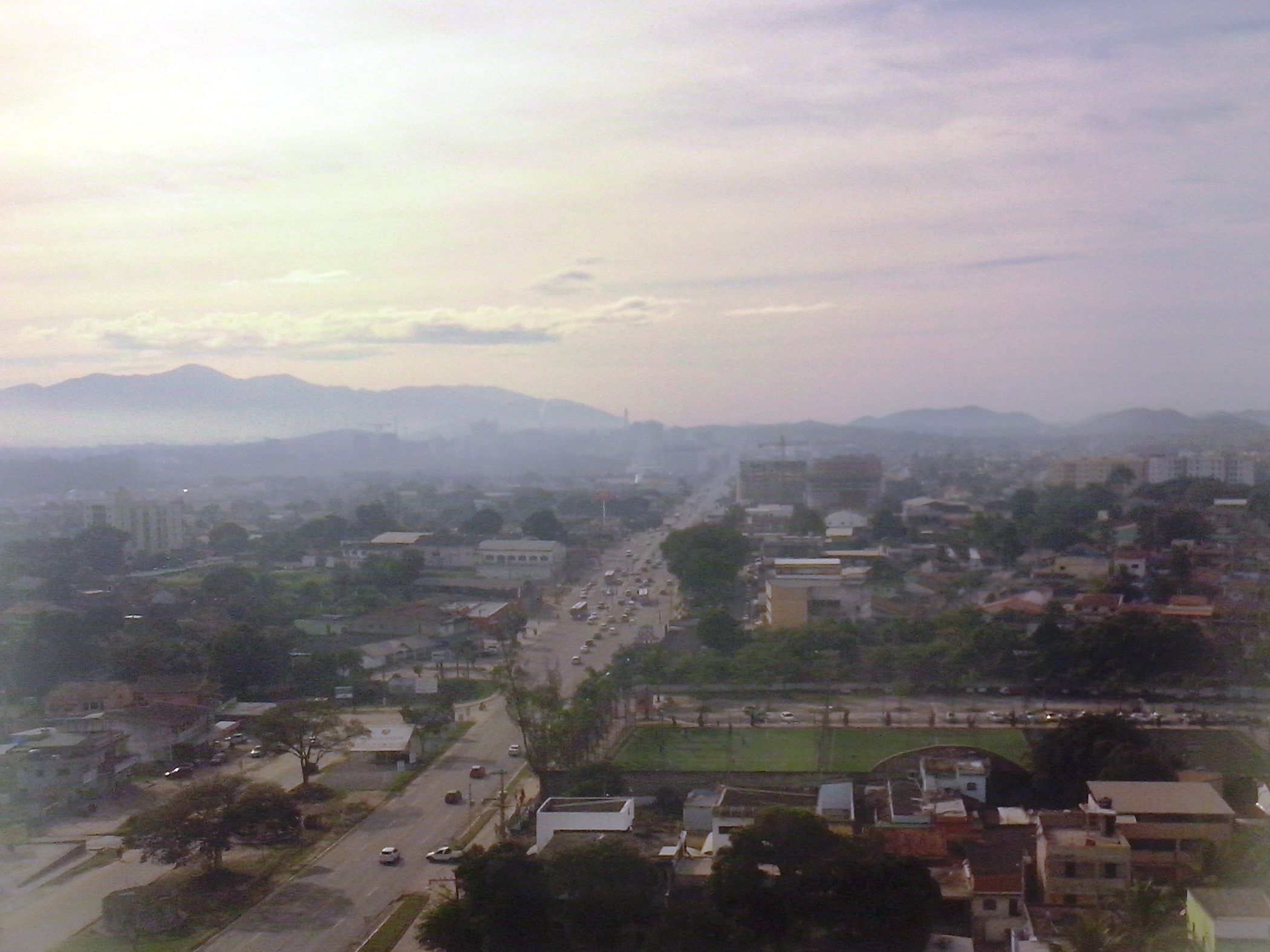
Itaboraí (Outeiro das Pedras)
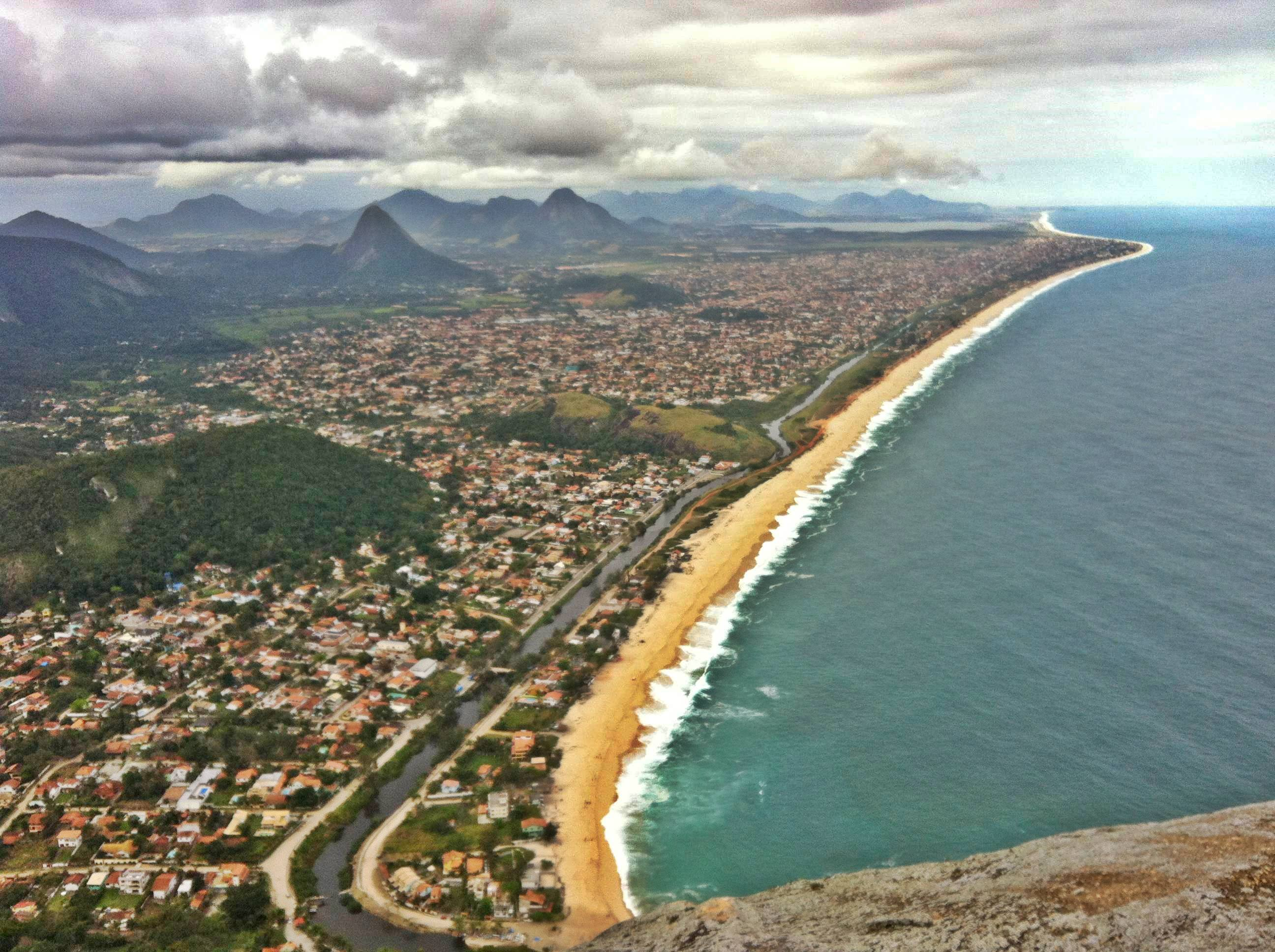
Maricá (Itaipuaçu)
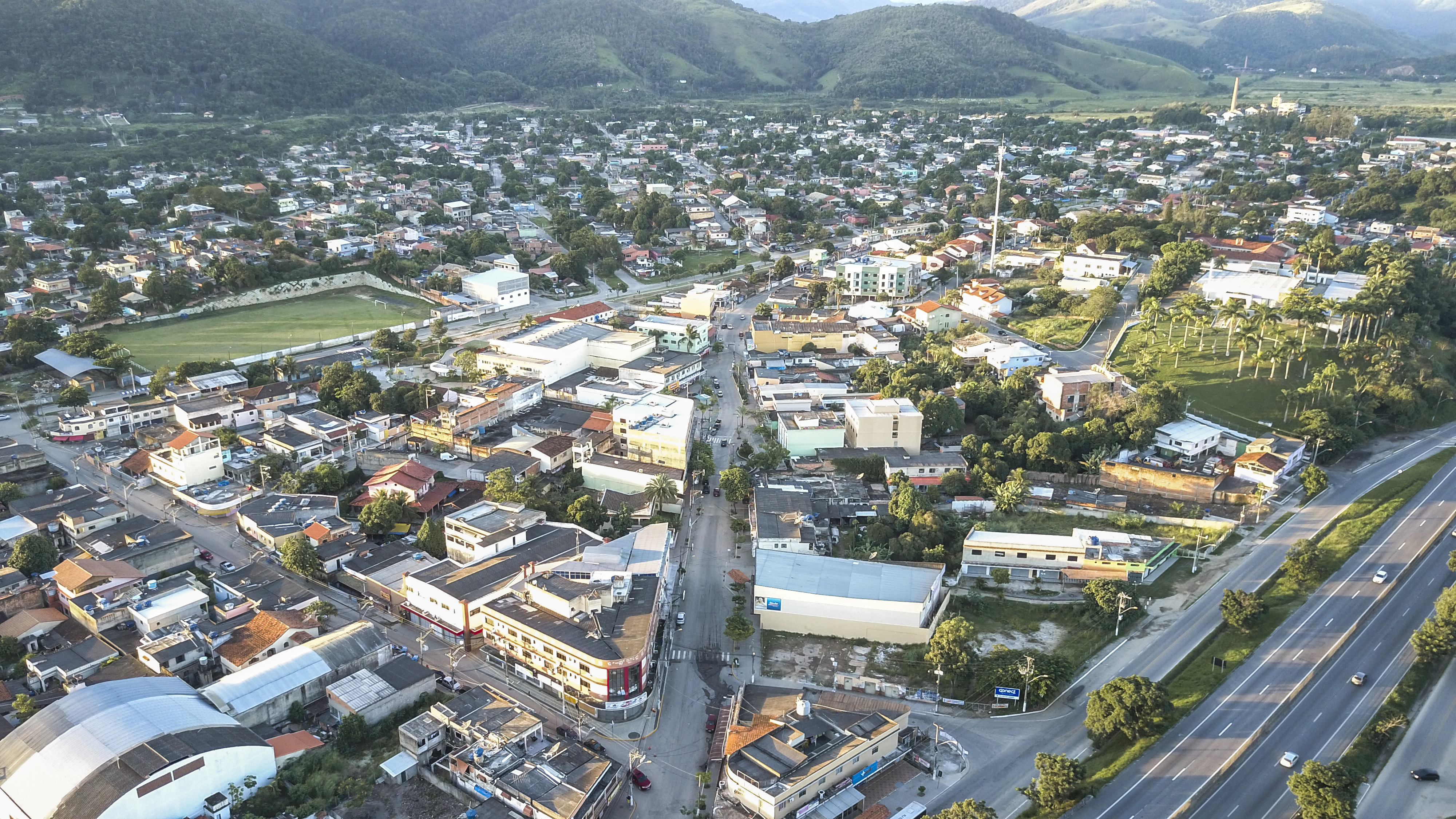
Tanguá (Centro)
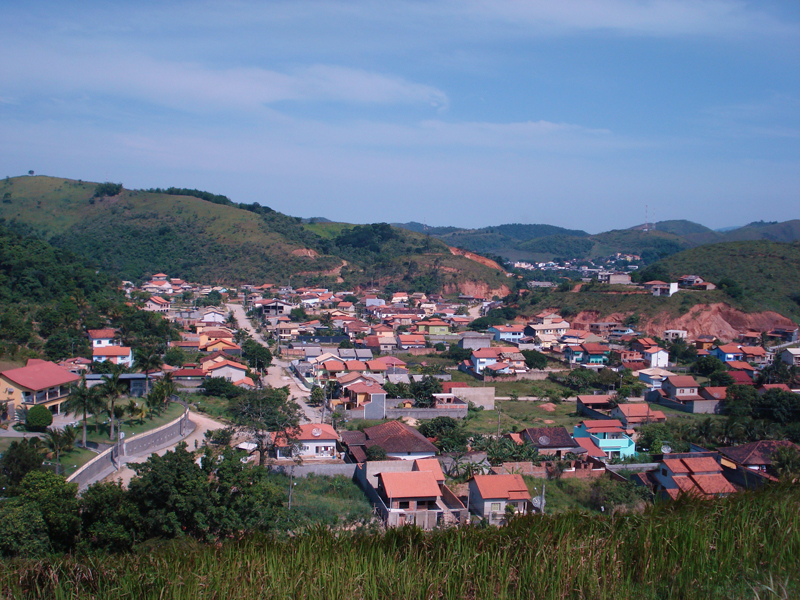
Rio Bonito (Green Valley)
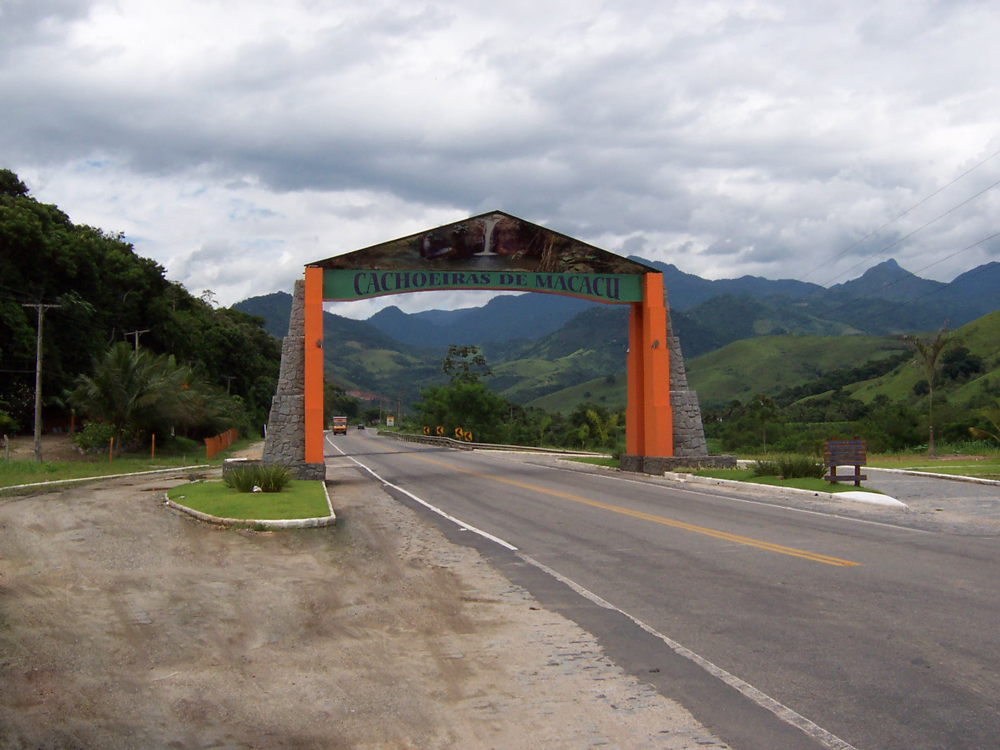
Cachoeiras de Macacu (Parque Veneza)
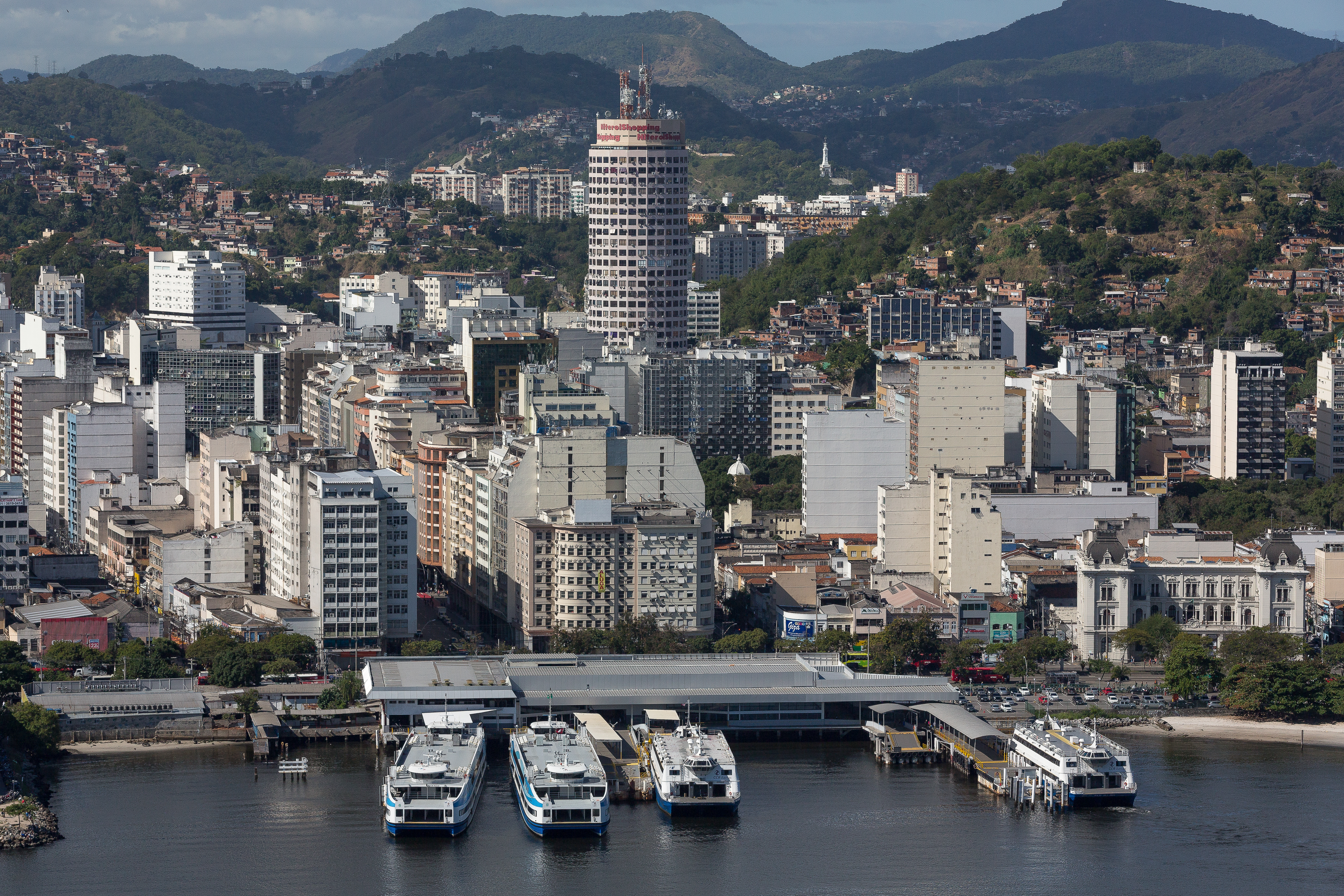
Niterói (Centro)
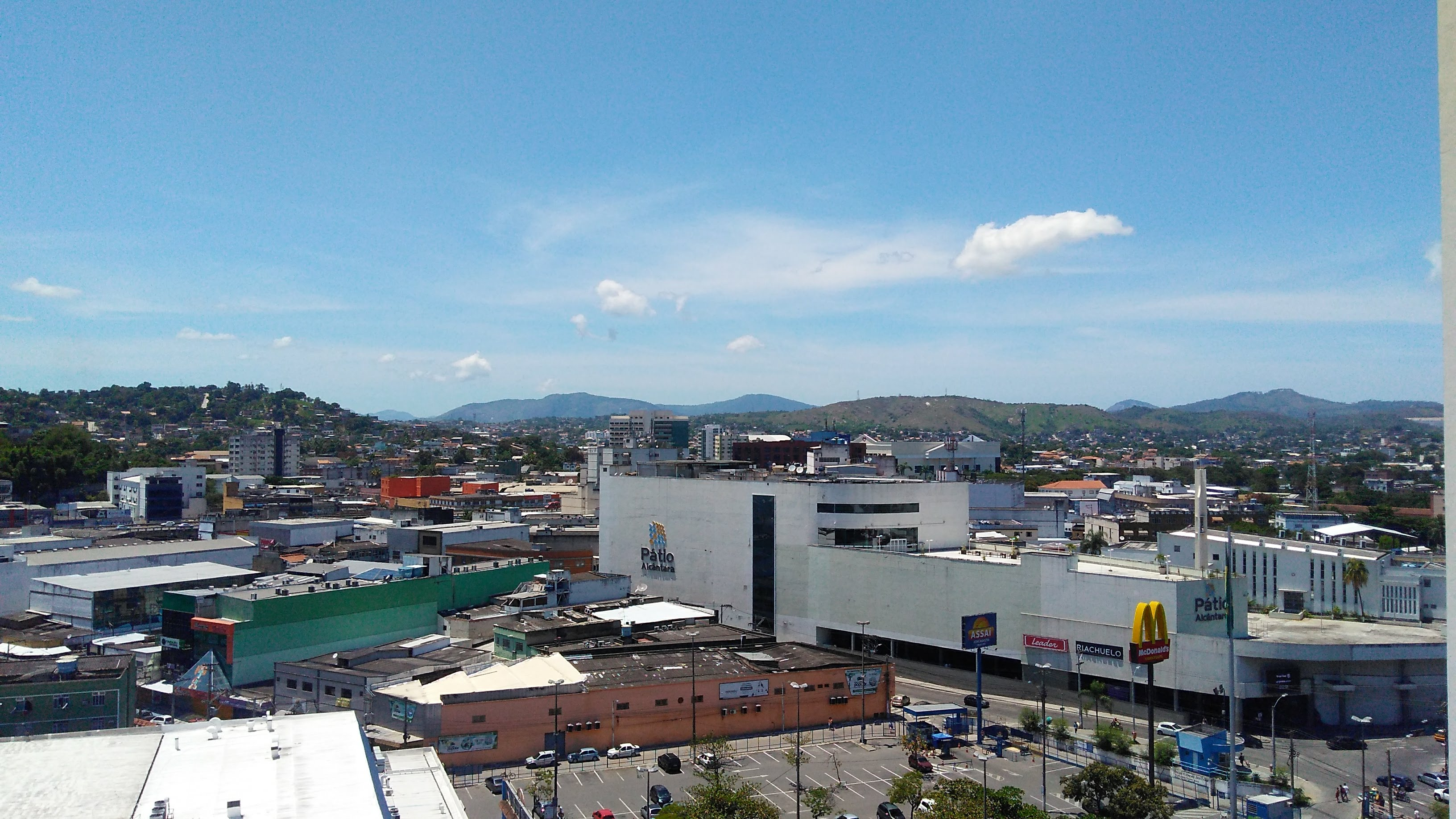
São Gonçalo (Alcântara)
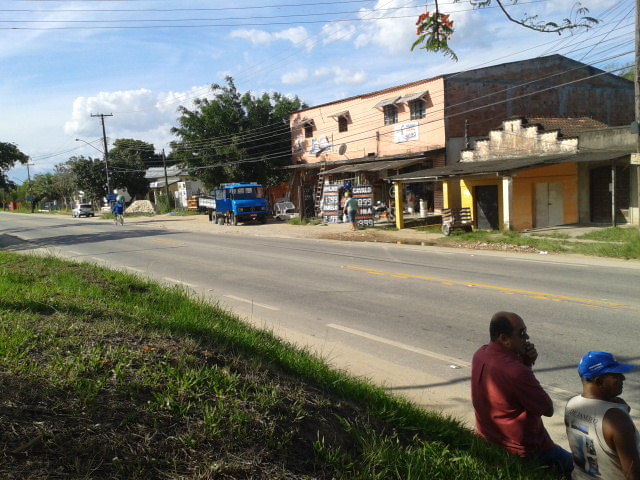
Itaboraí (Pacheco)
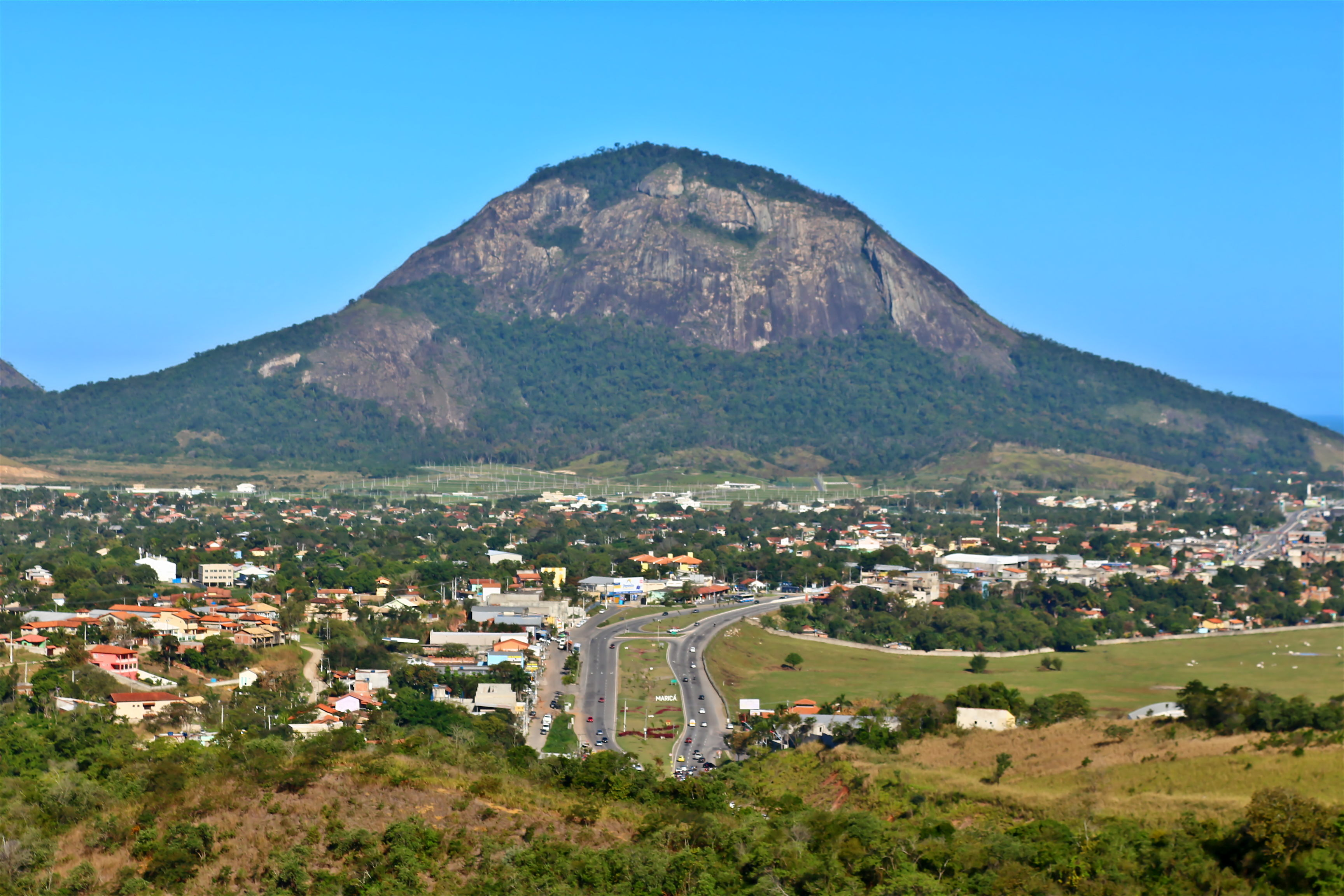
Maricá (Inoã)
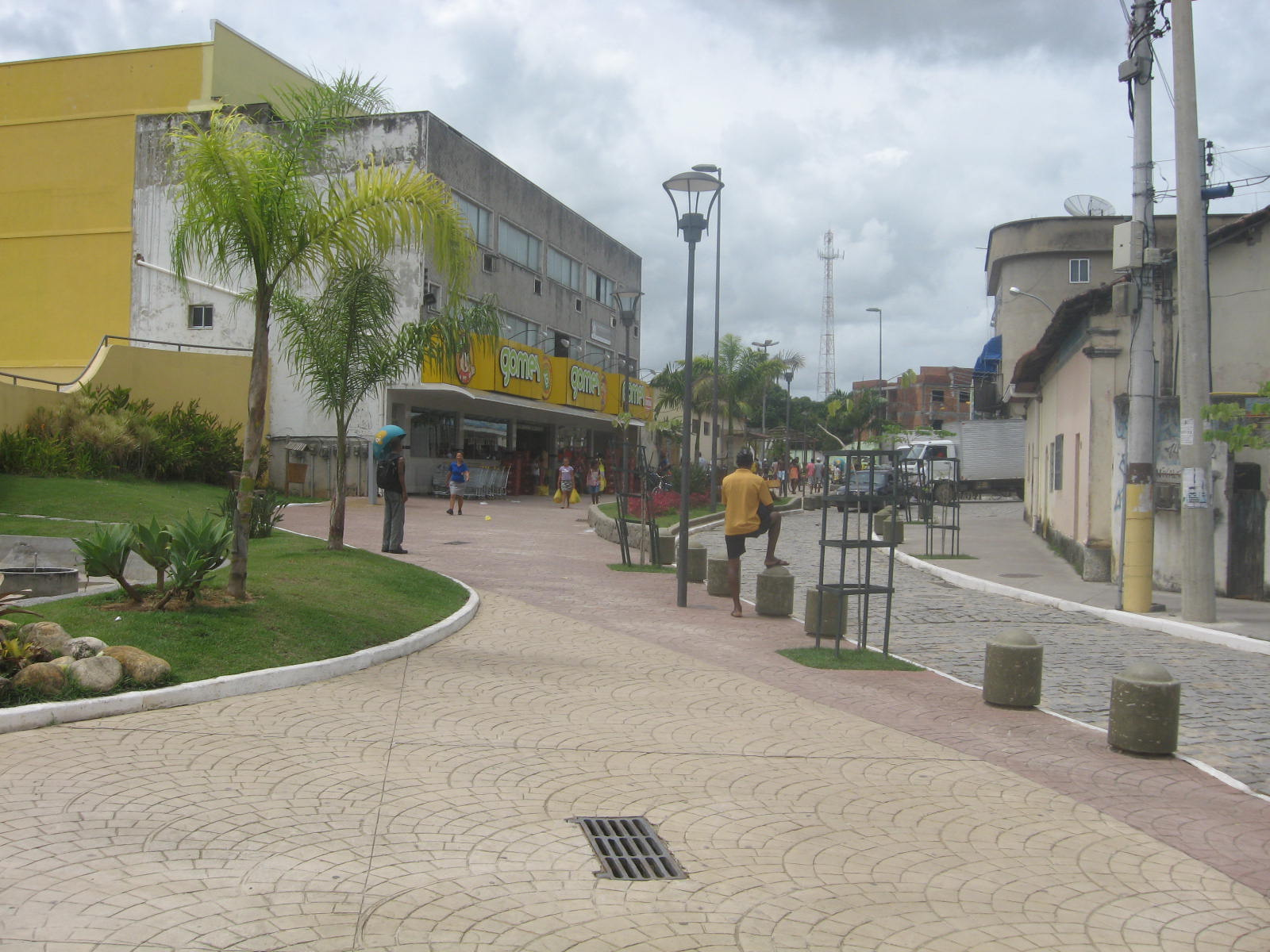
Tanguá (Centro)
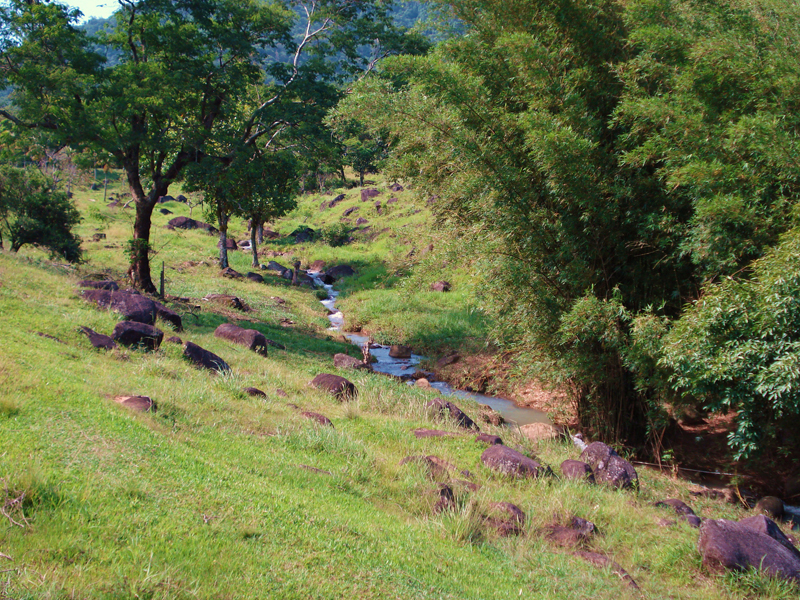
Rio Bonito (Green Valley)
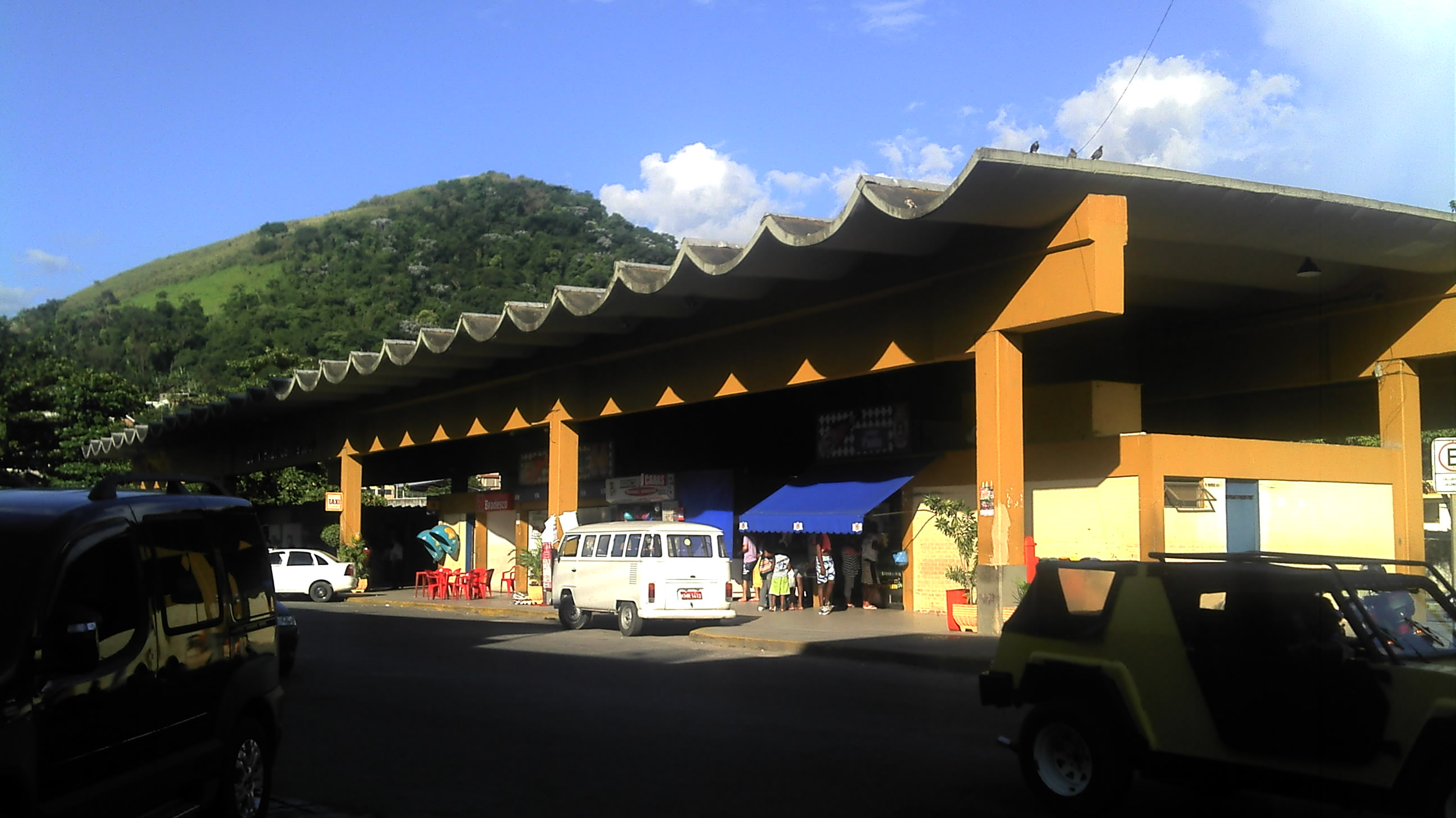
Cachoeiras de Macacu (Centro)
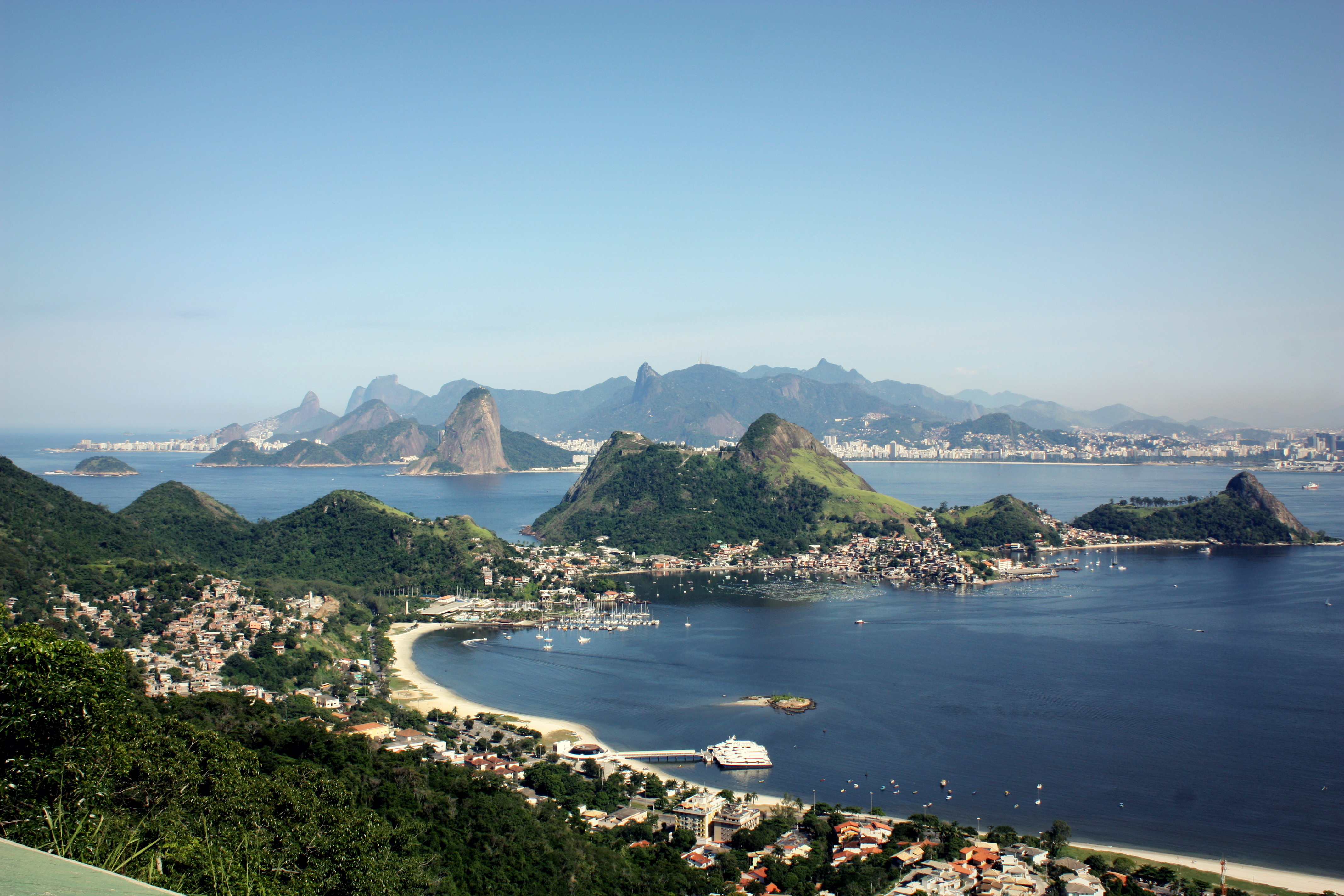
Niterói (Charitas)
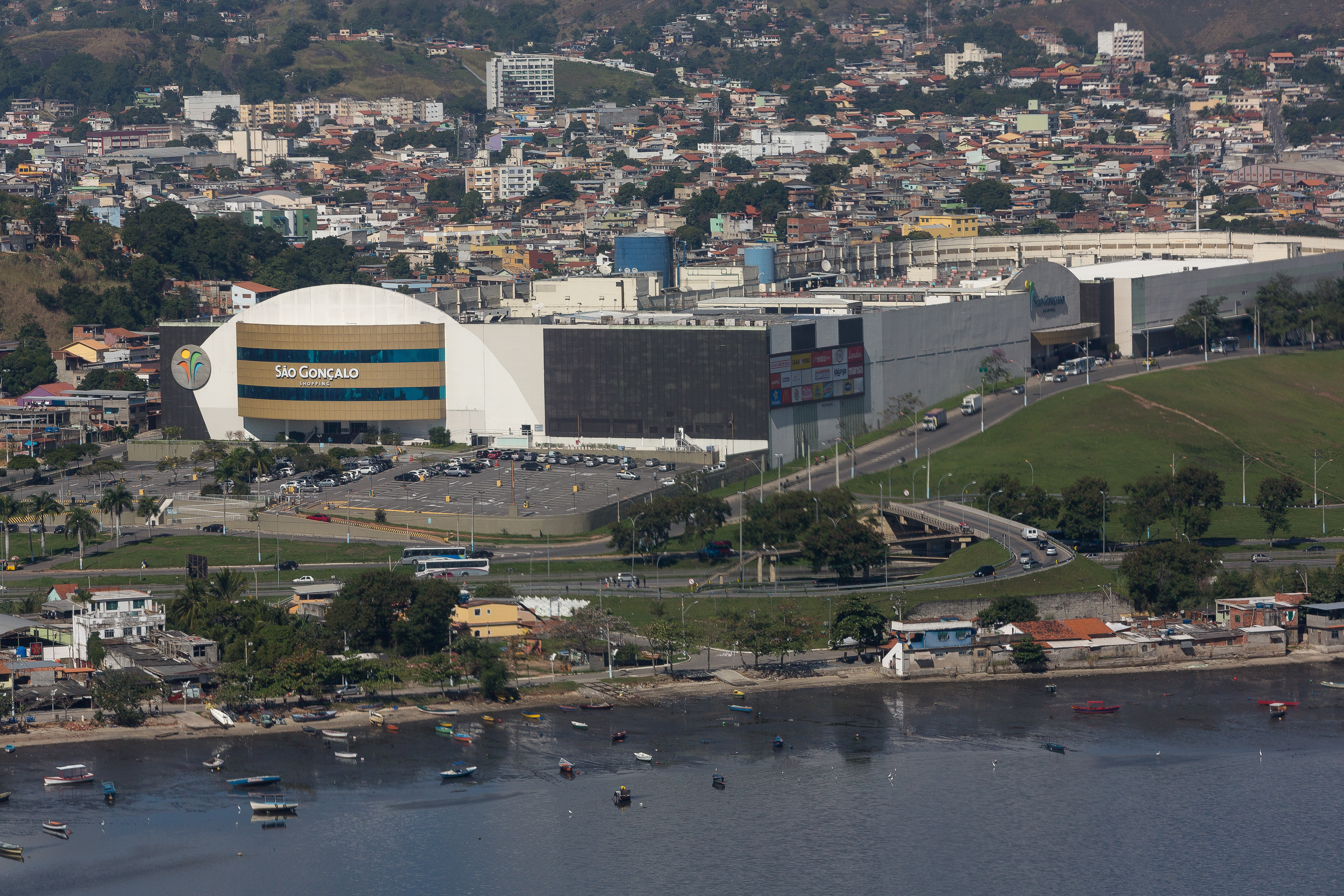
São Gonçalo (Boa Vista)
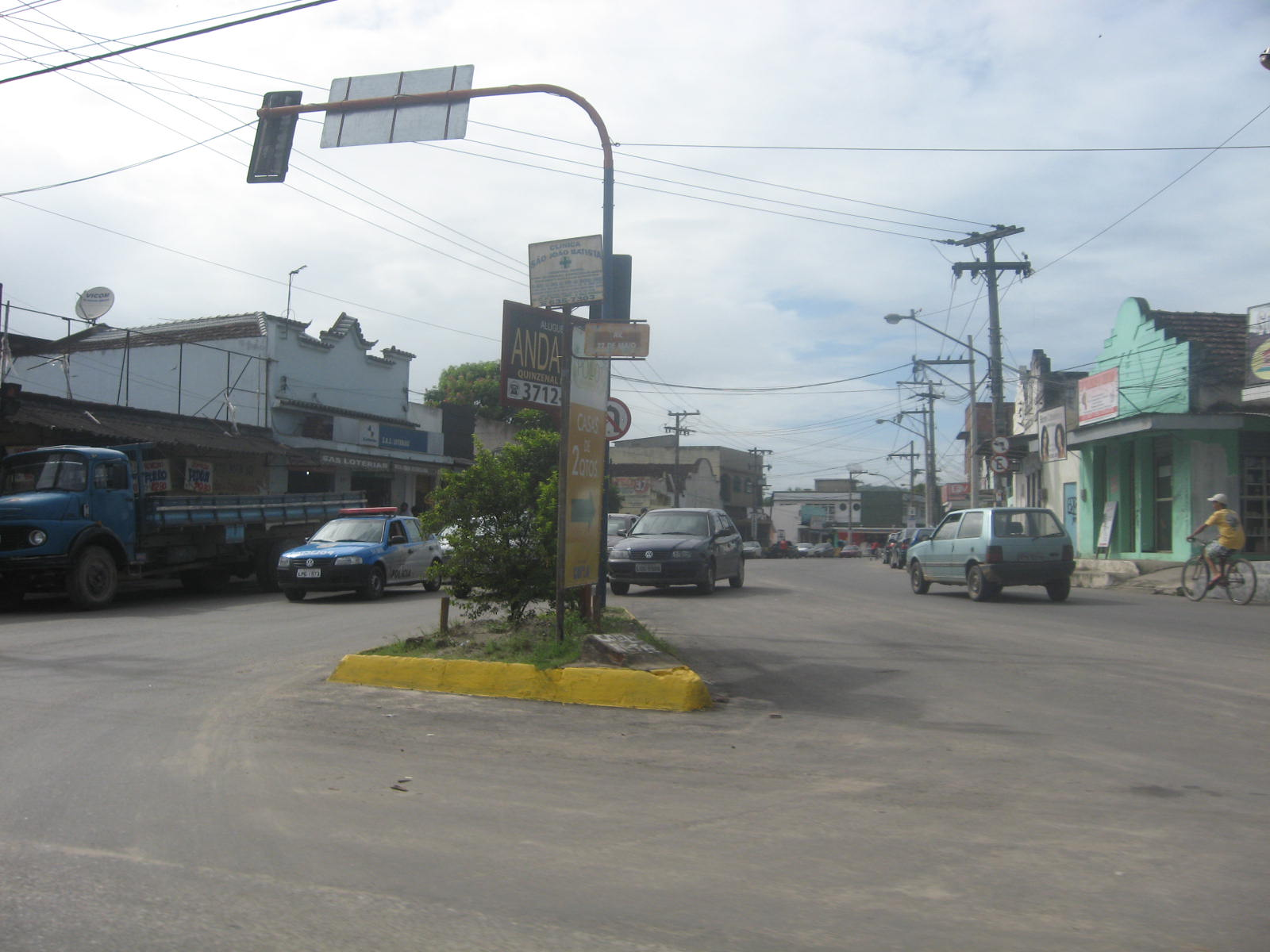
Itaboraí (Venda das Pedras)
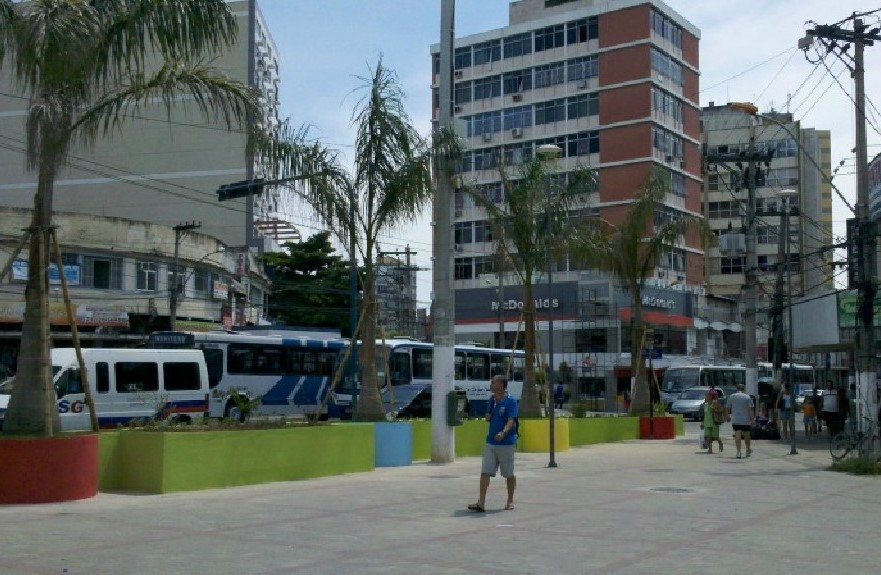
São Gonçalo (Centro)
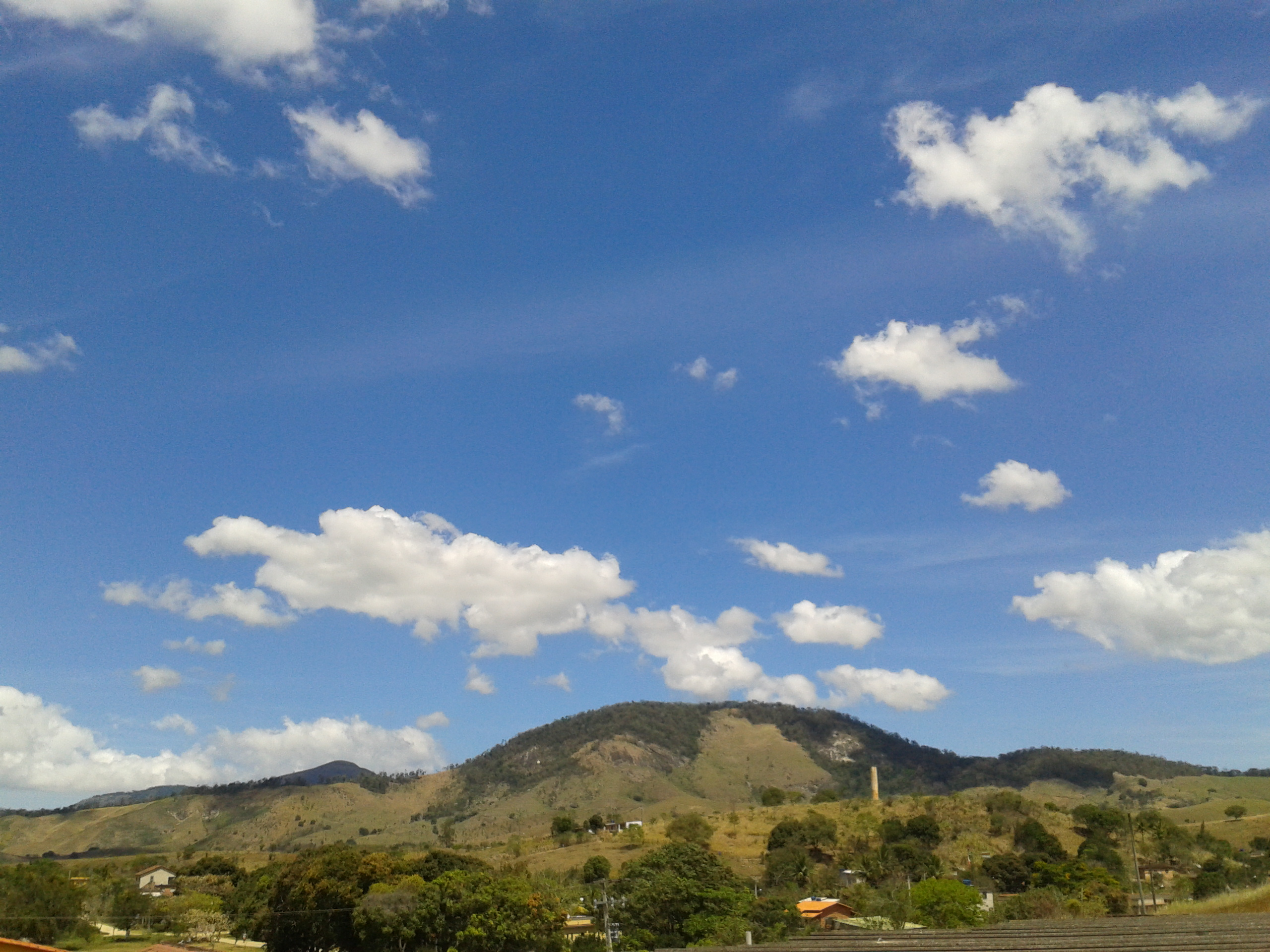
Itaboraí (Pacheco)
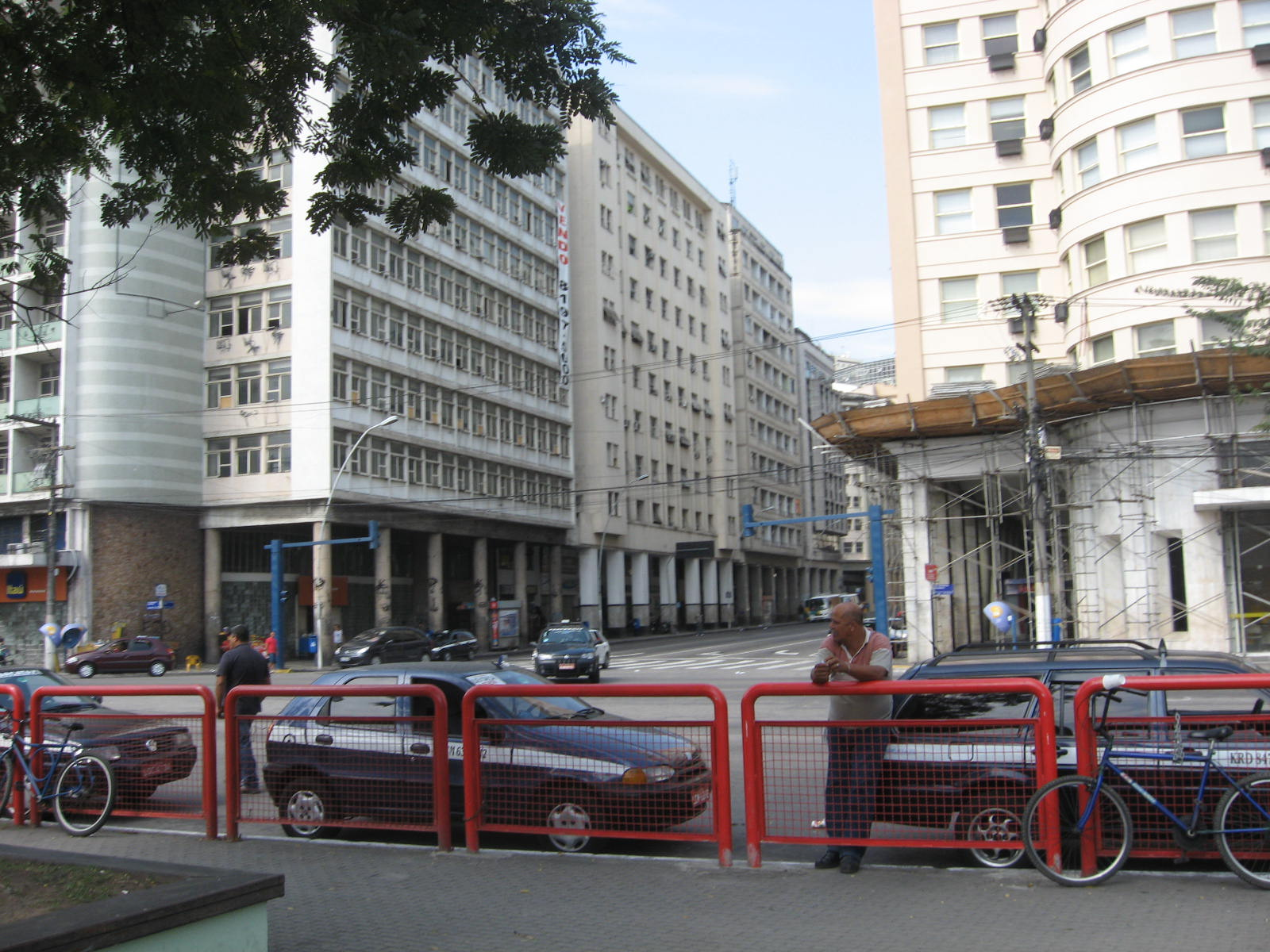
Niterói (Centro)
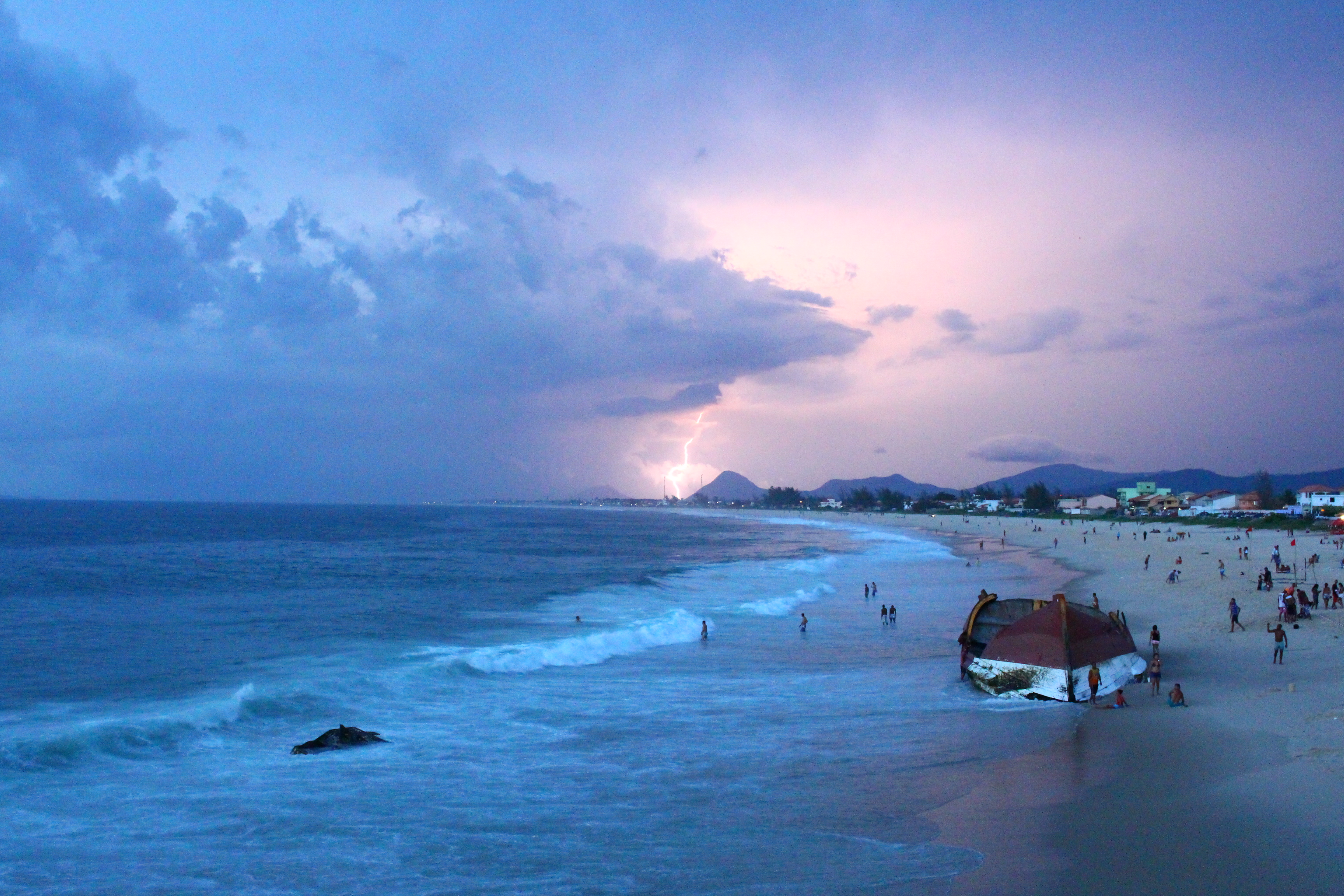
Maricá (Ponta Negra)
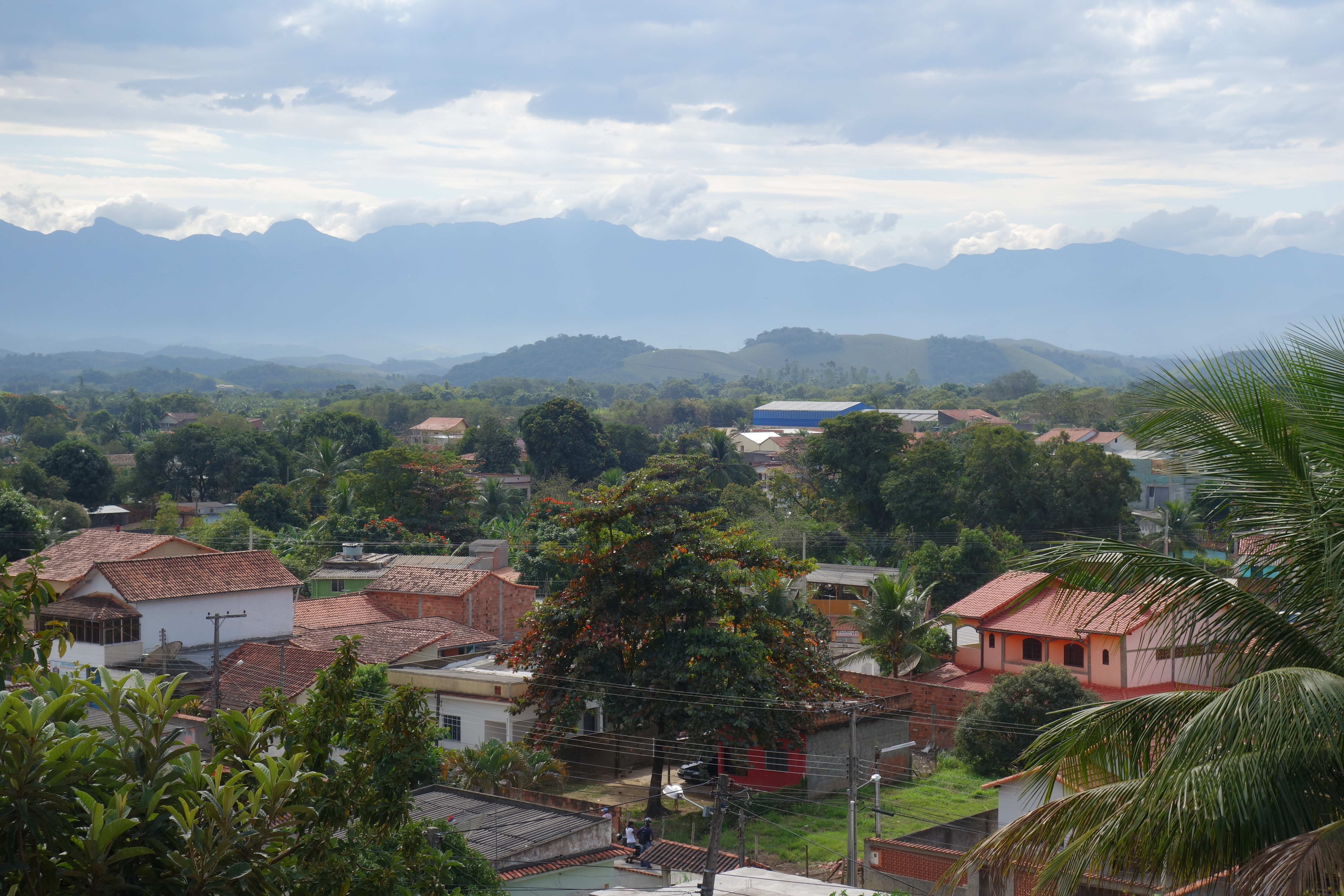
Cachoeiras de Macacu (Papucaia)
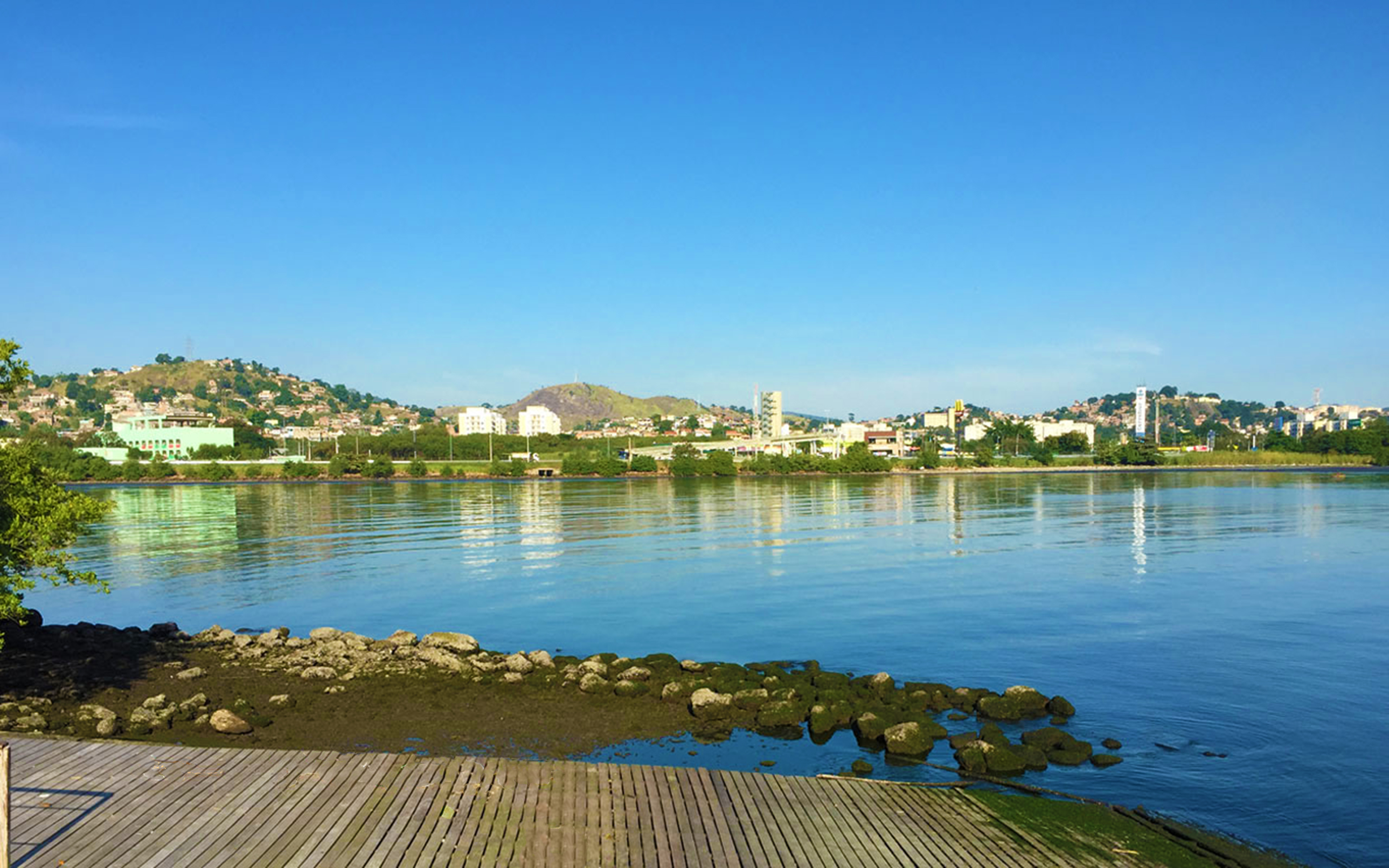
São Gonçalo (Neves)
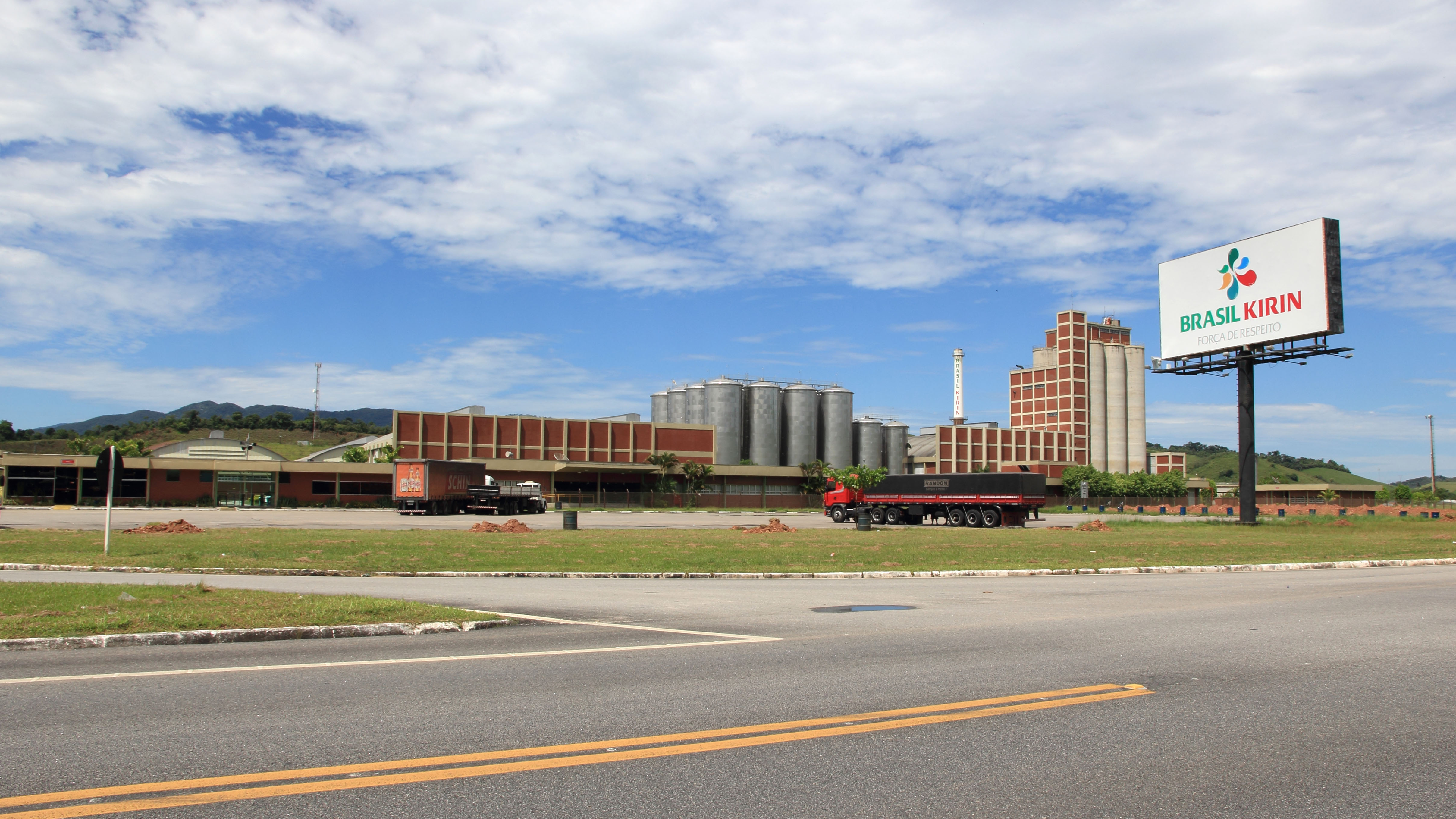
Cachoeiras de Macacu (Setenta)

## Baixadas Litorâneas

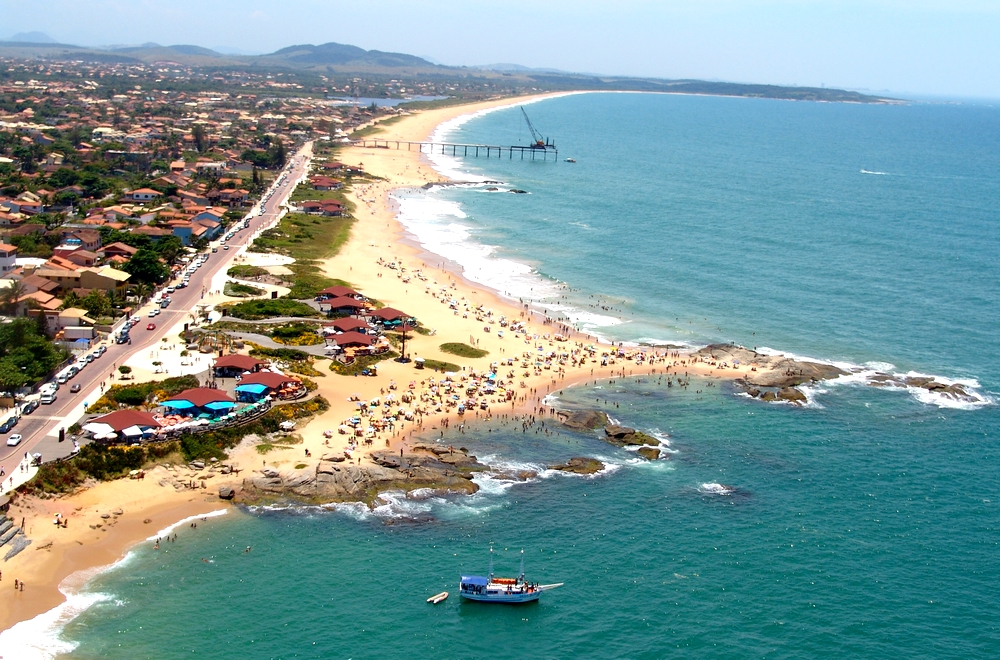
Rio das Ostras, o último município das Baixadas Litorâneas, no limite com Macaé, já no Norte Fluminense.

As Baixadas Litorâneas são a porção do Leste Fluminense localizada no interior do estado, a leste da Região Metropolitana, estendendo-se de Silva Jardim a Rio das Ostras. A região é cortada por duas importantes rodovias: a BR-101 e a RJ-106, que dão acesso ao Leste Metropolitano (por Rio Bonito e Maricá) e ao Norte Fluminense (por Macaé). Na Região das Baixadas Litorâneas, há municípios onde predominam as propriedades rurais, como Silva Jardim e Casimiro de Abreu (na Bacia de São João), e municípios com manchas urbanas relativamente extensas, porém formadas majoritariamente por residências de veraneio, como Saquarema, Araruama, São Pedro da Aldeia e Cabo Frio (na Região dos Lagos); desse modo, não há, nas Baixadas Litorâneas, um fluxo significativo de movimentos pendulares diários (a trabalho ou estudo) como ocorre no Leste Metropolitano e na Região Metropolitana como um todo.

## CONLESTE
O Consórcio Intermunicipal de Desenvolvimento do Leste Fluminense - CONLESTE é associação dos municípios do Leste Fluminense para obter contrapartidas da Petrobras para região por causa da implantação do Complexo Petroquímico do Rio de Janeiro (Comperj) nos municípios de Itaboraí e São Gonçalo. Definindo as principais reivindicações das regiões Metropolitana (porção leste) e Baixada Litorânea, com vistas à implantação do COMPERJ. As prioridades para Cachoeiras de Macacu, Casimiro de Abreu, Itaboraí, Guapimirim, Maricá, Magé, Niterói, Rio Bonito, São Gonçalo, Tanguá e Silva Jardim são nas áreas de saneamento, saúde, habitação, turismo, educação, mobilidade urbana, recursos hídricos, transporte, meio ambiente e segurança, listadas pelos especialistas nos grupos de trabalho de cada município.
Os municípios têm perdido recursos do governo federal por não apresentar, por exemplo, projetos de habitação e infraestrutura. Os municípios no entorno do Comperj terão grandes benefícios, como empregos e arrecadação de impostos, e sofrerão transformações significativas, com possíveis impactos sociais decorrentes da implantação do Complexo. Diante dessa perspectiva, os municípios da região criaram o Consórcio Intermunicipal de Desenvolvimento, para definir atuação de forma conjunta, diante dos problemas e vantagens que surgirão.
A sede, atualmente, é em Itaboraí, mas há uma proposta de mudança para Niterói, com o objetivo de facilitar o acesso dos prefeitos e outros representantes dos municípios do Conleste.